# Hedyotis fruticosa
Hedyotis fruticosa är en måreväxtart som beskrevs av Carl von Linné. Hedyotis fruticosa ingår i släktet Hedyotis och familjen måreväxter. Inga underarter finns listade i Catalogue of Life.